# Кеннеди, Рой
Рой Фрэнсис Кеннеди, барон Кеннеди Саутуоркский (англ. Roy Francis Kennedy, Baron Kennedy of Southwark; род. 9 ноября 1962, Ламбет, Лондонское графство) — британский политик, член Лейбористской партии, главный парламентский организатор лейбористов в Палате лордов (с 2021). Капитан Корпуса офицеров почётного эскорта c 9 июля 2024 года.

## Биография
Мать Роя Кеннеди — Фрэнсис — работала в чайной Палаты общин, его жена Алисия в 2013 году назначена членом Палаты лордов.
Окончил начальную школу святого Иосифа в Камберуэлле и среднюю школу Апостола Фомы в лондонском районе Пекэм (обе финансируются государством).
В июне 2010 года включён в Палату лордов, в октябре 2011 года назначен теневым парламентским организатором. Впоследствии являлся официальным представителем лейбористов по освещению вопросов общин, местного самоуправления, жилищного хозяйства, внутренних дел.
1 июня 2021 года назначен теневым главным парламентским организатором Палаты лордов в теневом правительстве Кира Стармера.
10 июля 2024 года назначен главным парламентским организатором Палаты лордов и капитаном Корпуса офицеров почётного эскорта после победы лейбористов на выборах.